# Takayama
Takayama (高山市 -shi) é uma cidade japonesa localizada na província de Gifu.
Em 1 de Janeiro de 2005 a cidade tinha uma população estimada em 97 497 habitantes e uma densidade populacional de 44,7 h/km². Tem uma área total de 2179,35 km².
Recebeu o estatuto de cidade a 1 de Novembro de 1936.